# Бурнашева, Захида Хусаиновна
Захида Хусаиновна Бурнашева (тат. Заһидә Хөсәен кызы Бурнашева), литературный псевдоним Гиффат Туташ (тат. Гыйффәт туташ) — советская татарская поэтесса.

## Биография
Захида Бурнашева родилась 19 октября 1895 года в татарской деревне Азеево (тат. Əce or Әҗе) Рязанской губернии. Ее первые стихи были опубликованы в 1914—1915 годах в газетах «Иль»  и «Cюз»  журналистом и издателем Гаязом Исхаки.
В 1915 году Захида покинула свою семью и родной дом, протестуя против запрета семьи заниматься литературой.
Она публикует в газете «Вакыт» своё обращение к татарскому народу с просьбой  «защитить свою дочь, которая прошла тяжелый и трудный путь к образованию».
В 1916 году она с помощью своих друзей земляков приехала и обосновалась в Москве, где занималась литературным творчеством, а также давала уроки.
В этом же году она напишет «Письмо матери» в котором выразит своё неприятие и нежелание жить жизнью своих близких и семьи.
В этом послании она объяснит почему она ушла из родительского дома и не захотела прожить ту жизнь, которая навязывалась ближним окружением  .
Затем с 1917 по 1933 год она живет в Узбекистане в Самарканде, где работает в газете для регионального комитета Российской социал-демократической рабочей партии (большевиков) как ответственная женского отдела.
В 1920 году ее направляют на 1-ю интернациональную конференцию женщин коммунисток Москвы.
После она становится инструктором Женотдела.
С 1933 по 1951 год она выполняет функцию ответственной раздела публикаций Коммунистической партии Советского Союза Киргизии, а затем как директора по литературным вопросам и изданий правительственного аппарата.
Она возвращается в Татарстан в 1952 году, сначала в Буинск, затем в Казань, где она продолжает вести активную деятельность в работе Коммунистической партии Советского Союза.
Умерла в Казани 5 ноября 1977 года.

## Творчество
Захида Бурнашева писала под псевдонимом Гиффат Туташ (тат. Гыйффәт туташ), которое можно перевести как «целомудренная холостячка».
Свои стихи посвящала судьбе современной татарской женщины, которая преодолела все трудности на своем пути.
В них она объясняла существование справедливости и веры в свои собственные силы. И находила вдохновение в описании природы.
Также в 1971 году она опубликовала автобиографический рассказ посвященный истории татарского женского движения.